# 大山口列車空襲
座標: 北緯35度29分16.8秒 東経133度27分41.04秒 / 北緯35.488000度 東経133.4614000度
大山口列車空襲（だいせんぐちれっしゃくうしゅう）は、第二次世界大戦末期の1945年（昭和20年）7月28日午前8時ごろ、鳥取県西伯郡所子村（現在の大山町）の山陰本線大山口駅東方約600m地点で発生した、満員状態の非武装（傷病兵輸送の赤十字標章付の車輌も含む）列車に対してF6Fヘルキャット3機が機銃掃射を加え、多数の死傷者が出た事件である。日本の鉄道に対する列車銃撃空襲事件としては湯の花トンネル列車銃撃事件に次ぐ大規模なものだった。

## 背景
1945年（昭和20年）2月16-17日のジャンボリー作戦に基づく南関東・静岡への攻撃で始まった米軍機動部隊の艦載機による日本本土への空襲は次第に地方都市へと広がり、7月23日からは山陰地方への本格的な爆撃が始まった。鳥取県西部は7月24日から28日にかけて艦載機により攻撃され、特に28日は午前6時から午後4時過ぎまで各所が攻撃されて、山陰海軍航空隊美保飛行場（現航空自衛隊美保基地）、米子駅、日本曹達米子工場、大篠津駅、弓ヶ浜駅などが被災している。

## 事件の概要
鳥取発出雲今市（現在の出雲市）行きの下り第809列車は蒸気機関車C5131牽引、次位に廻送機関車48690、客車11両の編成であった。この列車の前2両は増結された病客車（この車輌に赤十字標章が大きく描かれていた）で、呉海軍病院三朝分院を転退院する軍・工廠関係者と付添いの衛生兵、日赤救護看護婦が乗り、他の一般客車は、チ号演習（沿岸防備のための塹壕掘りなど）に動員された国民義勇隊、勤労学徒、軍需工場徴用者、一般乗客等、合計約1200人で超満員であった。
第809列車が午前7時15分、5分遅れで大山口駅に到着した際、上空をアメリカ海軍艦載機が旋回しているのを駅長が確認し、第809列車は駅の東側600mにある上野集落付近の切り割り区間に待避。その後一度駅に戻って全乗客の3分の1にあたる約400人を降ろしたが、再度上空に敵機約40機が現れたため先程の切り割り区間に退避した直後、一斉に機銃掃射並びにロケット弾にて約30分間連続攻撃を受けた。
被害は編成前部に集中。本務機関車と廻送機関車が銃弾により小損害を受け乗務員に被害はなかったものの、病客車を含む客車の前3両には機銃とロケット弾による攻撃が集中し、死者44名、負傷者31名以上という甚大な被害を受けた。また近隣の上野集落の民家も被災し、全半焼3軒という被害も出している。
その後、列車は車内の死傷者を除いて乗客のすべてを付近の森陰に降車待避させ、本務機関車の損害のため全車両を牽引できなくなったため、後5両を現場に留置して前6両を牽引、大山口駅を約2時間遅れで発車した。伯耆大山駅到着後に再び空襲の危険が迫ったため淀江駅方向へ後退、壷瓶山（標高114m）の麓にある日吉神社前に退避。欠水したため救援機関車を要求し約3時間半の遅れで午前11時20分に米子駅に到着した。

## 現在
- 1991年（平成3年）の47周忌の合同慰霊祭を機に大山口列車空襲被災者の会がつくられ、翌年には大山口駅西側に慰霊碑が建立され、現在でも被災者・遺族、地元の住民が主体となって事件当日には慰霊祭が行われている。
- 現場となった切り割り区間は現存しており、コンクリートで作られた壁面には銃弾の跡が生々しく残っているという。

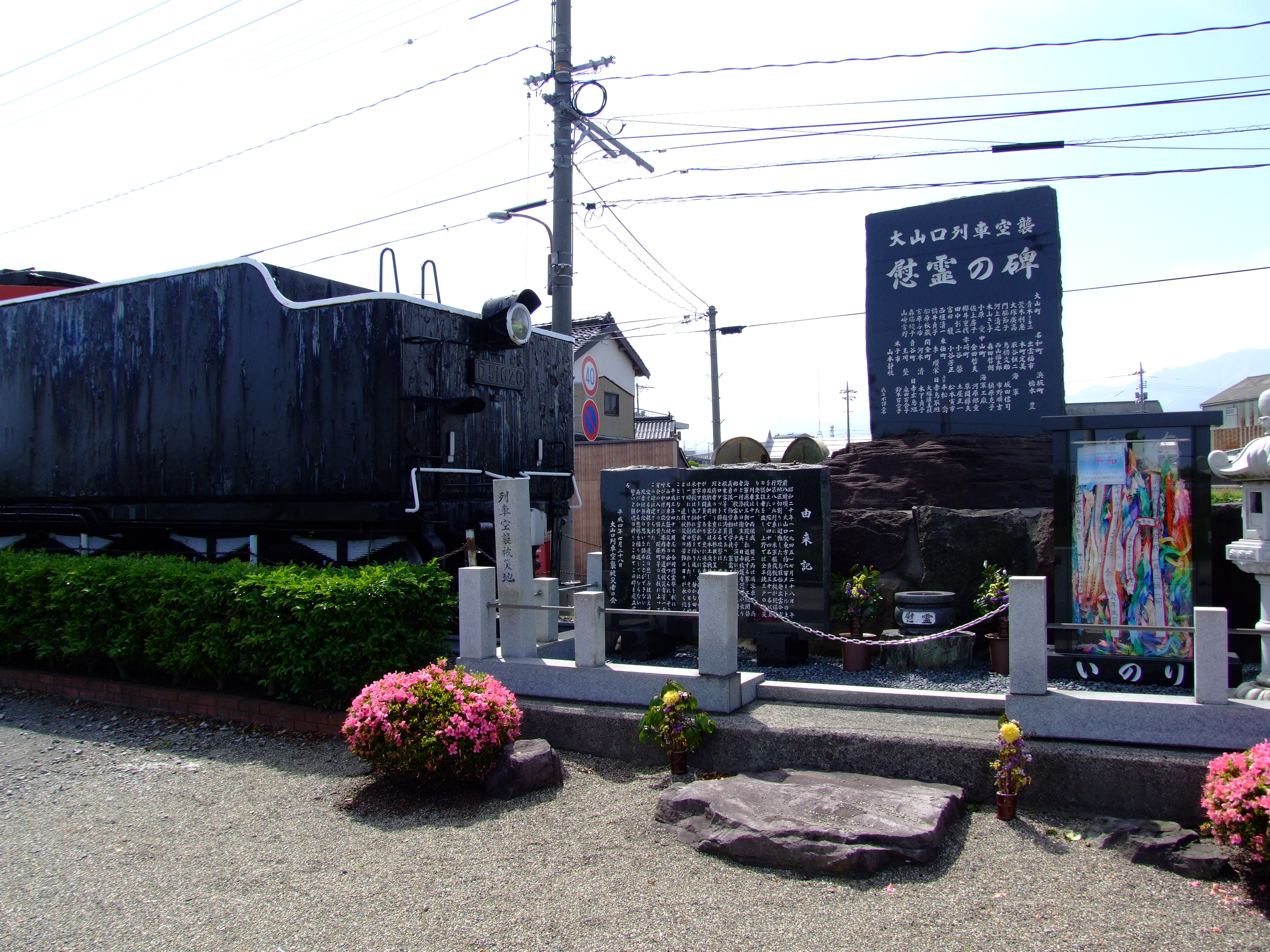
大山口駅西側にある慰霊碑
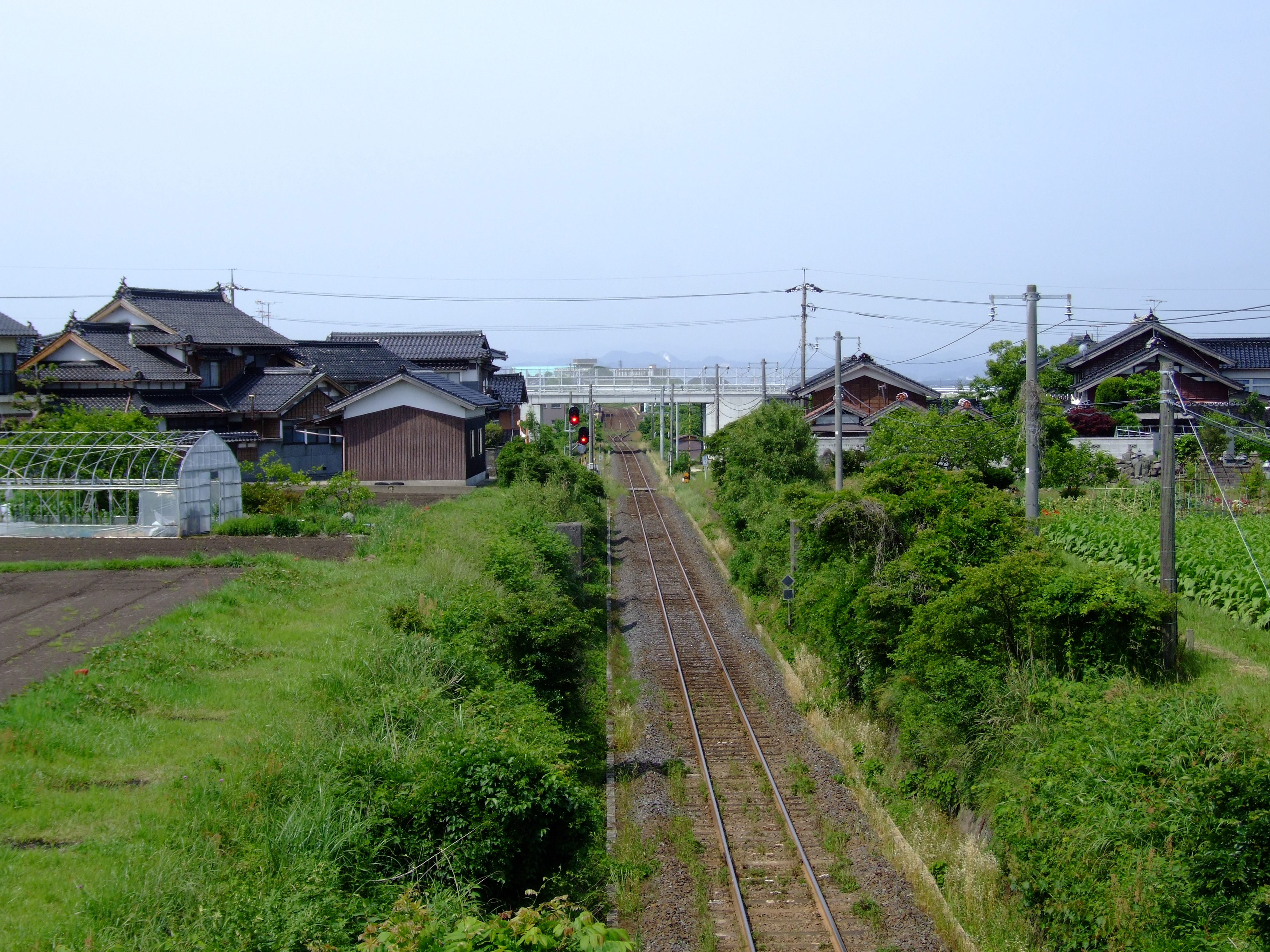
大山口駅東側600m付近から駅を見る

## 参考関連書
- 『花の予科練物語』 矢沢昭郎著 光人社NF文庫(2009年6月刊)、元の単行本1994年(平成6年6月刊)

文庫版266ページ以降 ウチ、もう帰ってこん! 犠牲になった傷病兵たちの呉へ転送される経緯と日赤看護婦たちとの思い出が綴られている。